# نادي فيلا الناضور
فيلا الناضور  Sociedad Deportiva de Villa Nador    هو نادٍ رياضي مغربي من مدينة الناضور. تم إنشاؤه في الأربعينيات من طرف بعض المعمرين الإسبان المقيمين في مدينة الناضور التي كان يسميها الإسبان  فيلا الناضور. Sociedad Deportiva de Villa Nador والتي تعني بالعربية الجمعية الرياضية فيلا الناضور   لم يكن النادي الوحيد في المدينة، فقد كان هناك أيضا :
- نادي الناضور لكرة القدم Nador Fútbol club الذي تأسس سنة 1933، والذي كان أقدم  ناد لكرة القدم  في الناضور.
- ناد كرة القدم فيلا الناضور Villa Nador Club de Fútbol الذي تأسس سنة 1942.
- نادي أتلتيكو الناضور   Club Atletico Nadorense Villa Nador   الذي تأسس سنة 1942.

مارست كل هذه الأندية في الأقسام الشرفية الإسبانية إلى  سنة 1956 وتم حل نادي  فيلا الناضور سنة 1958 كما أن الأندية الأخرى اختفت تدريجيا.

خارطة تمثل منطقة نفوذ إسبانيا شمال المغرب إبان عهد الاستعمار.
علم إقليم المغرب الإسباني إبان عهد الاستعمار.